# Alison Frantz
Mary Alison Frantz (* 27. September 1903 in Duluth, Minnesota; † 1. Februar 1995 in New Brunswick) war eine US-amerikanische Klassische und Byzantinistische Archäologin sowie Fotografin. Für mehr als 30 Jahre war sie der Agora-Grabung der American School of Classical Studies at Athens als Mitarbeiterin verbunden, von 1939 bis 1964 als leitende Grabungsfotografin.
John K. Papadopoulos zählt Frantz neben Walter Hege und Max Hirmer zu den herausragenden Fotografen griechischer Antiken.

## Leben und wissenschaftlicher Werdegang
Alison Frantz war das jüngste von fünf Kindern. Ihr Vater, Alfred J. Frantz, Zeitungsherausgeber in Duluth, starb, als sie drei Jahre alt war. Bis sie 15 Jahre alt war, wurde sie von ihrer liberal eingestellten Mutter Mary Katherine (Gibson) Frantz zu Hause unterrichtet. Mit dieser verband Frantz auch später noch ein enges Verhältnis, eine 23 Jahre umspannende schriftliche Konversation findet sich unter den Hinterlassenschaften.
Frantz studierte zunächst am Smith College, wo sie 1924 ihren B.A. erwarb. In dieser Zeit fokussierte sie sich zunächst auf die Antike. 1925 kam sie erstmals nach Griechenland, 1927 erneut für einen Kurzbesuch, ohne dass sie zu dieser Zeit positive Gefühle für das Land aufbringen konnte, das im Vergleich mit weiten Teilen Europas noch nicht sehr weit entwickelt war. Zwischen 1927 und 1929 war sie Mitarbeiterin des Projektes Index of Christian Art an der Princeton University. Das von Charles Rufus Morey 1918 begründete Projekt sollte eine neue Generation amerikanischer Kunsthistoriker ausbilden, die einen größeren Fokus auf die spätantike frühchristliche und byzantinische Zeit legten sollten. Da Princeton zu dieser Zeit noch keine Studentinnen aufnahm, musste Frantz für ihr Promotionsstudium offiziell an die Columbia University gehen, wo dennoch Morey ihr Doktorvater für den in den 1930er Jahren erworbenen Abschluss als Doktor der Philosophie wurde. Ihre Dissertation behandelte byzantinische Ornamente.
1929 kam Frantz erstmals als fellowship student der American School of Classical Studies at Athens ins Land und blieb bis 1930 als Bibliothekarin der American School dort. In dieser Zeit veränderte sich die Einstellung zu Griechenland vollständig hin zu einer Liebe für das Land, das sich mittlerweile auch ein wenig von den Nachwirkungen des verlorenen Krieges zu Beginn des Jahrzehnts gegen die junge Türkei erholt hatte. 1934 kam sie zur seit 1931 laufenden US-amerikanischen Agora-Grabung nach Athen, wo sie zunächst als Assistentin für Lucy Talcott vorgesehen war, um dieser bei der Fundaufnahme zu helfen, für die Talcott eigens ein zu der Zeit überaus modernes Karteikartensystem einschließlich Fotografien entwickelt hatte. Hier wurde sie Teil einer Gruppe meist jüngerer und zudem etwa zur Hälfte weiblicher Archäologen und Archäologinnen, zu denen neben Talcott auch Homer A. Thompson, Eugene Vanderpool, Benjamin Dean Meritt, Dorothy Burr, Virginia Grace, Margaret Crosby, Piet de Jong und Ioannis „John“ Travlos gehörten. Frantz war schon als Kind von der Fotografie fasziniert und assistierte ihrem älteren Bruder beim Entwickeln von dessen Aufnahmen in der Dunkelkammer. Somit wurde Frantz ab 1935 zur Assistentin des freien Grabungsfotografen, des Deutschen Hermann Wagner. Nachdem Wagner die Grabung 1939 verlassen hatte, wurde Frantz seine Nachfolgerin und erste Hauptamtliche Fotografin der Agora-Grabung.
Anders als Wagner legte Frantz einen weitaus stärken Fokus auf die Objektfotografie, weniger auf die Fotografie von Landschaft und Ausgrabung im Freien. Kurz vor Ausbruch des Zweiten Weltkriegs im Sommer 1939 bekam sie die Aufgabe, innerhalb von zwei Tagen mehr als 600 Linear-B-Tafeln aus den Grabungen Carl Blegens im sogenannten Palast des Nestor in Pylos aufzunehmen, bevor diese in der Nationalbank von Griechenland sicher verstaut werden sollten. Frantz meisterte diese Aufgabe; ihre Fotos wurden später die Grundlage bei der Entzifferung der Schrift durch Michael Ventris. Während des Krieges arbeitete sie 1942 bis 1945 für die Foreign Nationalities Branch (FNB) des Office of Strategic Services (OSS). Sie war die Assistentin von Carl Blegen im Arbeitsbereich Griechenland und versorgte mit diesem das FNB des OSS mit Informationen zu Griechenland. Ebenfalls Teil der propagandistischen Arbeit war die Herausgabe des Bildbandes This is Greece, den sie mit ihrer lebenslangen Freundin und Kollegin Lucy Talcott besorgte.
Nach dem Krieg gehörte Frantz 1946 zur Allied Mission for Observing Greek Elections, die die Wahlen im August 1946 beobachtete. Von 1946 bis 1949 war sie an der US-Botschaft in Griechenland als Kulturattaché tätig und installierte als Executive Director das Fulbright-Programm in Griechenland. Den Bemühungen der Musikliebhaberin Frantz war es auch zu verdanken, dass das Athener Symphonieorchester nach dem Krieg wieder angemessen ausgestattet werden konnte.
Nachdem die Agora-Grabung 1946 wieder aufgenommen worden war, kehrte sie als Fotografin dorthin zurück und blieb bis 1964 verantwortliche Fotografin. Auf dem Grabungsgelände war Frantz, die zudem als sehr elegant und vornehm galt, neben ihrer wissenschaftlichen und fotografischen Arbeit auch Ziehmutter vieler Generationen von „Agora-Katzen“. 1967 erhielt sie ein Stipendium der American Philosophical Society, um die archäologischen Überreste der antiken Tempel auf der Ägäisinsel Sikinos fotografisch zu dokumentieren. Dabei konnte zudem nachgewiesen werden, dass der vermeintliche Apollon-Tempel aus hellenistischer Zeit in Wirklichkeit ein monumentaler Grabbau aus römischer Zeit war. Noch für den Zeitraum 1994/95 war sie Research Felow der American School at Athens. Sie erlag im Alter von 91 Jahren den Folgen eines Autounfalls.

## Leistungen, Würdigungen und Nachlass

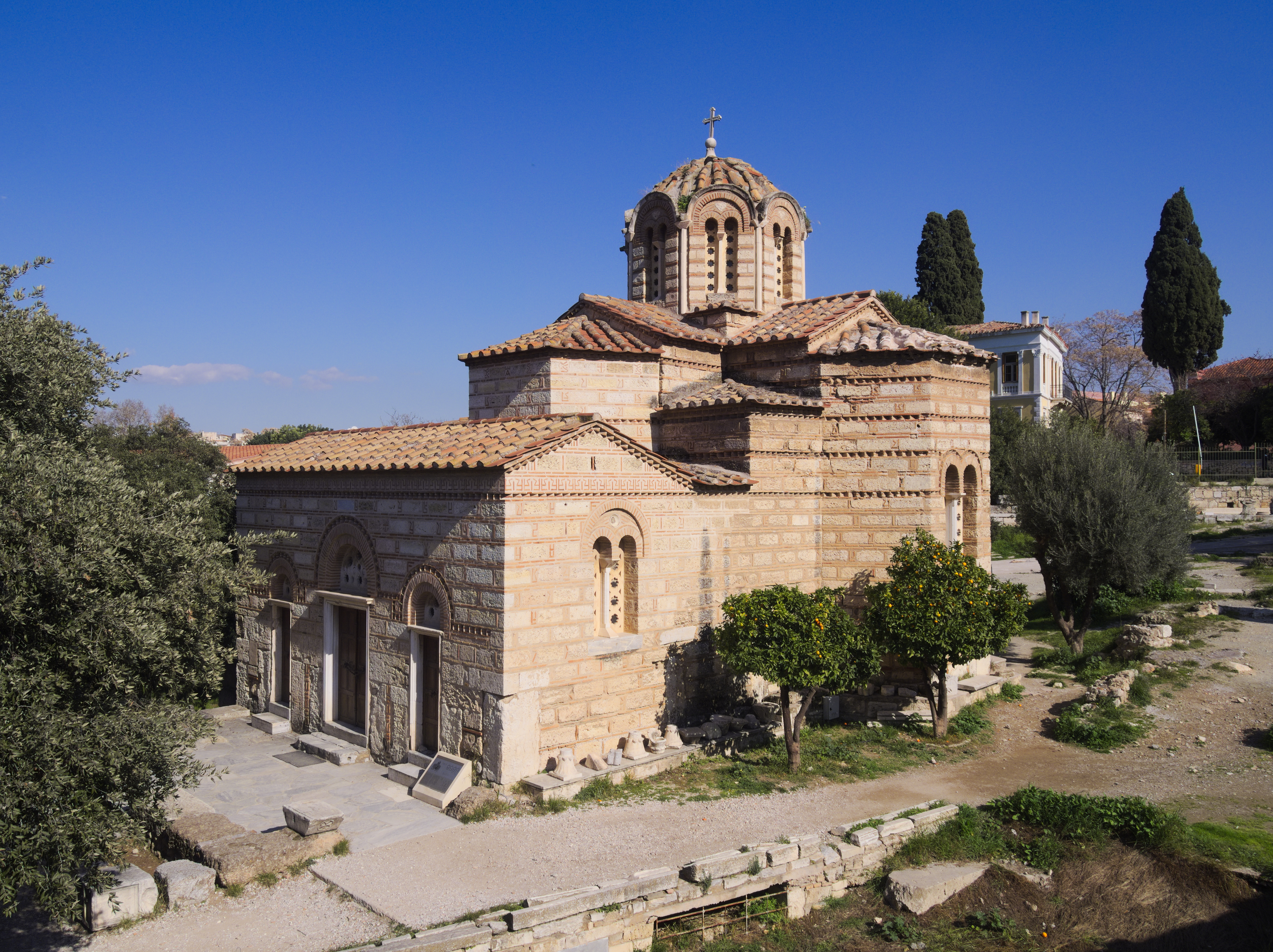
Apostelkirche auf der Athener Agora

Als archäologische Fotografin war Frantz hoch angesehen. Insbesondere bei der Fotografie von antiken griechischen Skulpturen erreichte sie eine überaus große Könnerschaft. Als mustergültig galten vor allem ihre Bilder von den Parthenon-Skulpturen und den Skulpturen vom Zeus-Tempel in Olympia. Darüber hinaus bereiste sie den Mittelmeerraum einschließlich Nordafrikas, den Nahen Osten und Teile Europas, um archäologische Stätten zu fotografieren. Ihre Bilder bereicherten die Bücher vieler Archäologen ihrer Zeit, darunter bedeutende Publikationen von Gisela M. A. Richter, Bernard Ashmole und Martin Robertson. Doch auch als Archäologin erwarb sich Frantz bedeutende Meriten. Sie drängte darauf, dass nicht nur die als klassisch geltenden Funde der Agora-Grabung Beachtung fanden, sondern auch Funde aus späteren Epochen, so der Spätantike, der byzantinischen und der osmanischen Zeit. Sie widmete ihre Forschungen auch diesen Funden und wurde zu einer Spezialistin für die Archäologie dieser Zeiten. Gemeinsam mit dem Grabungsarchitekten John Travlos untersuchte sie die Apostelkirche in der Nähe der Stoa des Attalos auf dem Gelände der Agora. Im Frühjahr 1954 leitete sie hier die Ausgrabungen und weitergehenden Untersuchungen. Nach dem Abschluss dieser Arbeiten sorgte sie mit Travlos für eine fachgerechte Rekonstruktion und Restaurierung der Kirche, wobei die nicht fachgerechten Erweiterungen aus dem 19. Jahrhundert entfernt und das Gebäude in seinen ursprünglichen Zustand zurück versetzt wurde. Ferner verfasste sie die wissenschaftliche Publikation zum Bau, die 1971 erschien, sowie die Publikation der spätantiken Befunde auf der Agora, die 1988 erschien.
Frantz war Mitglied der American Philosophical Society (1973), der Medieval Academy of America, des Archaeological Institute of America sowie des Deutschen Archäologischen Instituts. Ferner erhielt sie den griechischen Eupoieia-Orden. Das Smith College zeichnete sie 1967 als herausragende Absolventin des Colleges im Bereich der Geisteswissenschaften aus.
Frantz’ zu Ehren ist das M. Alison Frantz Fellowship in Post-Classical Studies at the Gennadius Library benannt. Brian A. Sparkes widmete sein 1996 erschienenes Buch The Red and the Black dem Andenken von Lucy Talcott und Alison Frantz.
Frantz’ fotografischer Nachlass wird heute in der American School of Classical Studies in Athen verwahrt, ihr wissenschaftliche Nachlass in der Manuscript Division der Firestone Library der Princeton University.

## Schriften (Auswahl)
- Byzantine Illuminated Ornament. A Study in Chronology. In: The Art Bulletin 16, 1934, S. 43–76 (Dissertation).
- mit Lucy Talcott: This is Greece. Hastings House, New York 1941.
- The Middle Ages in the Athenian Agora (= Agora Picture Book, Band 1). The American School of Classical Studies at Athens, Princeton 1959.
- A land called Crete. Catalogues of exhibitions held Oct. 6-Nov 19, 1967. Smith College Museum of Art, Northampton 1967.[12]
- The Church of the Holy Apostles (= Agora, Band XX). The American School of Classical Studies at Athens, Princeton 1971.
- mit Martin Robertson; The Parthenon Frieze. Phaidon for British Museum Publications, London 1975, ISBN 0-7148-1659-0.[13]
- Late Antiquity A.D. 267–700 (= Agora, Band XXIV). The American School of Classical Studies at Athens, Princeton 1988.